# Kościół Matki Boskiej Częstochowskiej w Krośnie
Kościół Matki Boskiej Częstochowskiej w Krośnie – rzymskokatolicki kościół parafialny należący do parafii pod tym samym wezwaniem (dekanat luboński archidiecezji poznańskiej).
Jest to świątynia wzniesiona w latach 1779–1781 jako ewangelicka. Kościół posiada konstrukcję szkieletową, wypełnioną cegłą i otynkowaną. Wieżyczka nad sygnaturką jest nakryta barokowym dachem hełmowym z latarnią. We wnętrzu zachowały się piętrowe empory.
Z czasów budowy świątyni dotrwała do dziś rokokowa ambona.
Świątynia pełniła funkcję zboru przed II wojną światową i podczas jej trwania tylko ludności niemieckiej, ponieważ Krosno i okoliczne wsie zamieszkiwane były w przeważającej części przez Niemców. 
Po zakończeniu działań wojennych w 1945 roku dawny zbór w Krośnie został przekazany parafii rzymskokatolickiej w Mosinie. Za pozwoleniem władz administracyjnych, świątynia została przystosowana do wykonywania kultu religijnego i od lutego 1945 roku po uprzednim poświęceniu odprawiane były w niej nabożeństwa. Ze względu na centralne położenie kościół służył mieszkańcom następujących wsi należących do parafii w Mosinie: Krosno, Krosinko, Borkowice, Drużyna i częściowo Sowinki. Wsie te liczyły 1566 mieszkańców. Patronką świątyni została Matka Boska Częstochowska.